# トゥループランケーション
TruePlancation（トゥループランケーション） Co.Ltd.は、1998年10月に株式会社トゥループランケーションとして設立し、ソフトウェア開発およびオンラインゲーム運営管理等を提供していた企業。

## 沿革
- 1998年10月　会社設立
- 2004年7月16日　華義國際數位娯樂(股)有限公司「英語名:Wayi International Digital Entertainment Co.,Ltd.」（以下Wayi）代表取締役： 熊家麒）の日本国内におけるオンラインゲームの配信権を獲得
- 2004年7月16日　Wayi社との契約を締結
- 2004年9月23日　ウェブページの仮立ち上げ
- 2004年9月24日　「東京ゲームショウ2004」(24～26日)に、Windows用MMORPG「天下無双」を出展
- 2004年10月15日　ウェブページの公式オープン
- 2004年2月4日　株式会社ガイアックスと提携
- 2005年3月　SeedC株式会社との受託運営開始
- 2005年3月24日　MMORPG｢天下無双｣オープン試遊会（オープンベータサービス）開始
- 2005年4月20日　20：00 MMORPG｢天下無双｣Update
- 2005年7月31日　MMORPG｢天下無双｣のVer.Upの為の運営停止
- 2005年7月31日　MMORPG｢天下無双｣のオープン試遊会（オープンベータサービス）開始
- 2006年3月8日　MMORPG｢天下無双｣にてアイテムモール開始(正式サービスの提供開始)
- 2006年4月27日　オンライン決済「G-MONEY」の提供開始
- 2006年6月30日　MMORPG｢天下無双｣運営終了宣言
- 2006年7月20日　MMORPG｢天下無双｣運営終了
- 2006年7月末日　ウェブページ閉鎖
- 2006年8月31日　自社ドメインの登録期限終了

## コンシューマ向け提供サービス
- MMORPG「天下無双」

## 事業内容
- マシン管理運用
- ソフトウェア開発

## 会社概要
- 社名  株式会社トゥループランケーション
- 英文社名  TruePlancation Co.Ltd.
- 本社 東京都豊島区南長崎6-10-1
- 営業所所在地  〒105-0013 東京都港区浜松町1-9-11大鵬ビル4F（大門オフィス）,港区東新橋2-2-9 コシダビル4F
- 資本金  1,000万円
- 年間売上　2003年 9月期 4,500万円 (実績)
- 代表取締役 - 正田隆政

## 業務提携
- 株式会社ガイアックス